# Mecânica ondulatória

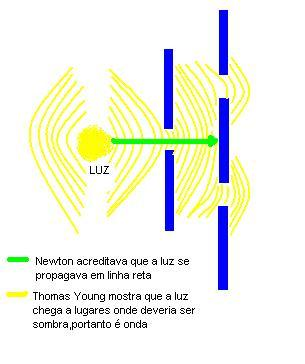
Propagação da luz.

Mecânica ondulatória (1924) é uma teoria do físico francês Louis de Broglie que, a princípio, afirma que cada partícula tem uma onda a ela associada e que matéria e energia são estados diferentes da mesma partícula subatômica. É um ramo da física que estuda a dupla natureza da matéria, ondulatória e corpuscular.
Um princípio básico da física clássica, formulado por Isaac Newton no século XVII, dizia que matéria e energia são "duas entidades separadas e distintas". No início do século XX, porém, Albert Einstein concluiu que matéria e energia não são necessariamente distintas (E=mc²) e que a luz é composta de partícula (matéria) chamada fóton. Na década de 1940, De Broglie mudou de posição argumentando que, "apesar de um elétron apresentar características parecidas com ondas, não se trata necessariamente de energia".

## Características principais de uma onda
- Frequência — número de oscilações de uma onda em determinado período de tempo. Medida em Hertz(Hz) e representada pela letra f.
- Período — é o tempo necessário para uma onda completa (crista+vale). Representado pela letra T (maiúscula) e pode ser encontrado pela expressão: f=1/T  ou T=1/f.
- Comprimento — é o tamanho da onda, que pode ser medida em três pontos diferentes: de crista a crista, do início ao final de um período ou de vale a vale. Crista é a parte alta da onda, vale, a parte baixa. É representada no SI pela letra grega lambda (λ).
- Velocidade da Onda — determinada pela distância percorrida entre o eixo da onda até a crista. Equação: V = λ.f.
- Amplitude — altura da onda.
- Timbre — é a somatória de várias ondas que juntas formam uma onda complexa, isso permite distinguir um aparelho musical de outro ou uma voz humana de outra.